# Exoneura nigrescens
Exoneura nigrescens är en biart som beskrevs av Heinrich Friese 1899. Exoneura nigrescens ingår i släktet Exoneura och familjen långtungebin. Inga underarter finns listade i Catalogue of Life.

## Bildgalleri

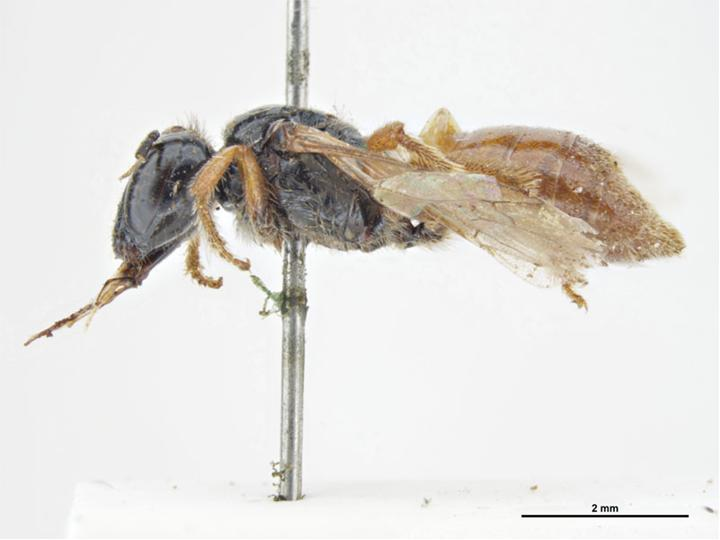
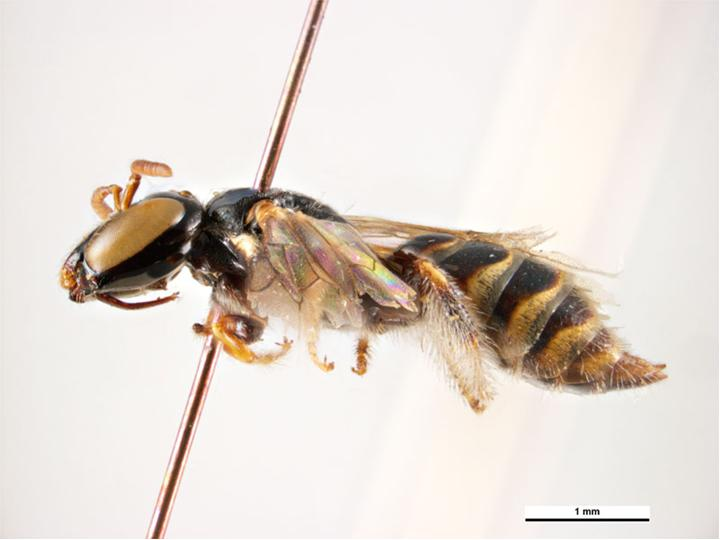
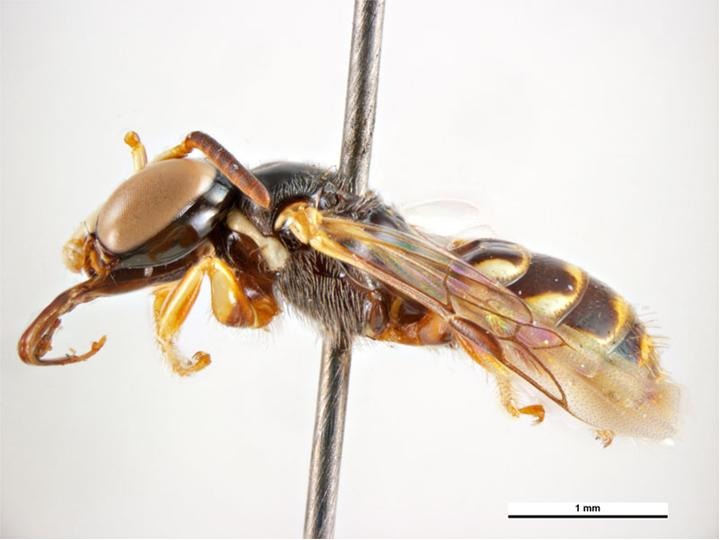